# Stadium de la Gare
Le stadium de la Gare était un complexe sportif de la ville de Pau inauguré le 30 octobre 1924, destiné à la pratique de la pelote basque. Quartier général de la Section paloise omnisports, le complexe devait son nom à sa proximité avec la gare du Midi, nom de la gare de Pau jusqu'en 1945. 
Ce complexe, dont la construction a commencé en 1921, est inauguré le 30 octobre 1924 avant d'être rasé en 2006. Le stadium de la Gare était situé en contrebas du boulevard des Pyrénées, sous le pavillon des Arts. 
À sa destruction en 2006, le complexe a été converti en parking desservant le funiculaire de Pau, la gare de Pau, et occasionnellement Hestiv'Òc.
La ville de Pau a inauguré en 2006 le jaï-alaï du Cami-Salié, un des deux seuls complexes de pelote basque au monde permettant la pratique de toutes les disciplines sur un seul site (avec celui de Vitoria au Pays basque espagnol)[réf. nécessaire].

## Histoire
Historiquement, les Béarnais ont considéré que le jeu de paume, ancêtre du tennis moderne et de la pelote basque, était le véritable jeu national en Béarn. Selon la légende, c'est à Pau que le roi Henri IV avait acquis un goût si prononcé pour le jeu de paume qu’il continua toujours à pratiquer lorsqu'il devint roi de France ; c’est une des raisons avancées pour justifier la popularité de la pelote basque en Béarn.
Le jeu était pratiqué à la Haute-Plante, actuelle place de Verdun. Des jeux de paume de jardin ou lawn-tennis s’installèrent ensuite à la plaine de Billère et sur les pelouses des luxueuses villas qui environnent la ville. En 1887, un groupe d’amateurs et de commerçants fait construire une salle semblable à celle de la terrasse des Feuillants dans le jardin des Tuileries.
Ce bâtiment historique est achevé en 1889, avec un plan identique au jeu de paume des Tuileries et une tribune pour le public comme dans les trinquets de pelote basque.
La présence de la pelote basque est attestée à Pau dès les années 1890, et le premier fronton construit à la Haute-Plante, près de la caserne Bernadotte. Vers 1900, un autre fronton fut érigé aux arènes de la Croix du Prince, dans l’enceinte des arènes en bois inaugurées en 1912 et détruites dans les années 1920,. Au lendemain de la Première Guerre mondiale, en 1919, se constitue la première société de pelote nommée « Fronton Club palois », actif au fronton des Arènes de la Croix-Du-Prince,. 

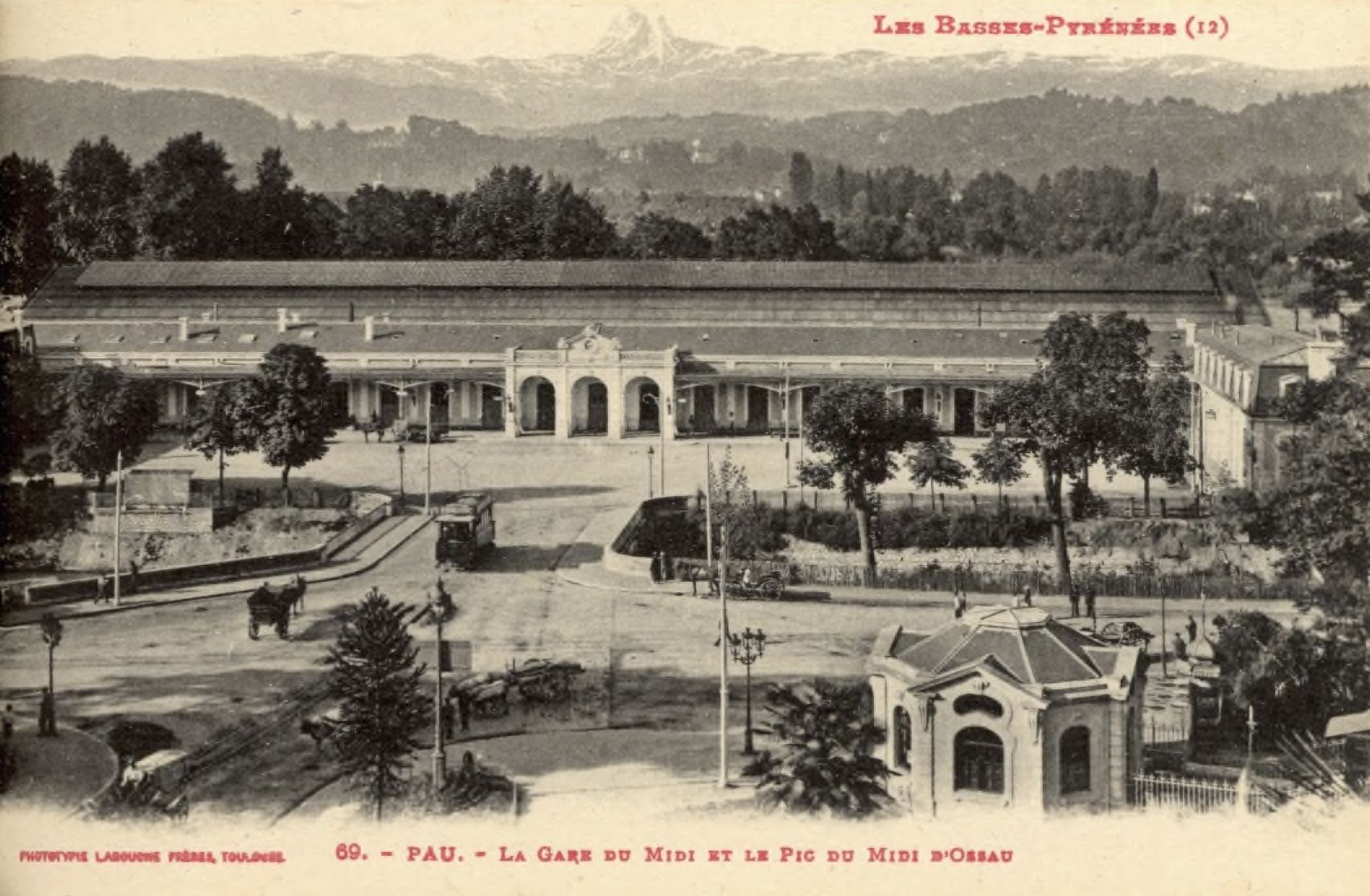
Pau - La gare du Midi et le pic du Midi d'Ossau

Le club de la Section paloise omnisports absorba le Fronton Club en 1923 et construisit le stadium de la Gare. C’est véritablement à partir de ce moment-là que la pelote à Pau commence à se structurer avec ses présidents et dirigeants tels Anthony et Ernest Gabard,. La Fédération française de pelote basque voit le jour en 1921.
Les disciplines pratiquées  en premier furent la main nue et le grand chistera. En 1931, le yokogarbi ou joko-garbi (petit chistera) et la pala sont également pratiqués. Dans les années 1950, le rebot et la paleta complétèrent les disciplines.
À partir de 1934 la Section paloise participe aux compétitions en trinquet.  
Des tribunes sont construites en 1955.
Les spécialités en mur à gauche apparaissent à la fin des années 1970 et dès 1980 des féminines représentent la Section paloise dans les championnats.
Le palmarès de la Section paloise omnisports est riche en titres et trophées, et dans toutes les disciplines et toutes les catégories d’âge. Nombre de joueurs prestigieux y furent formés.
La destruction du stadium de la Gare et la construction du jaï-alaï du Cami-Salié en 2006, permit de donner une autre dimension à ce sport.  
Le Stadium de la gare et ses équipements sont finalement rasés en 2009. L’emplacement devient alors un parking, et où l’un des deux frontons extérieurs est conservé. Il est finalement détruit le 5 juillet 2021, afin d'augmenter la capacité du parking.  

## Autres manifestations sportives
Le stadium a accueilli des matches de boxe, et Charles Péguilhan y commence sa carrière.

## Seconde Guerre mondiale
Pendant la Seconde Guerre mondiale, le stadium de la Gare a servi de lieu de rassemblement pour les Juifs arrêtés à la gare de Pau ou en Béarn, avant d'être internés au camp de Gurs. Un mémorial est visible à la gare de Pau.